# Titanoptera
Titanoptera (synonym: Mesotitanida) är en utdöd ordning av stora insekter med cirka 30 kända arter. Arterna i ordningen titanoptera fanns under trias och fynd är endast kända från Australien och Centralasien. De största arterna kunde nå en viggbredd på upp till 40 cm. Ordningen namngavs först till Mesotitanoptera av Henry Crampton 1928 men erkändes inte förrän 1968 då A. G. Sjarov (А.Г. Шаров) publicerade sitt arbete Phylogeny of Orthopteroid Insects.
Titanopteranerna hade ben med fem segment och kunde inte hoppa. Vingarna hölls efter kroppen under vila. De främre vingarna har strukturer som tyder på att arterna kunde frambringa ljud. Man tror att ljuden var relativt mörka, och med resonans likt ljud från större grodor.

### Webbkällor
- speciesfile.org: order Titanoptera
- Evolution of the Insects av David Grimaldi och Michael S. Engel
- EDNA Fossil Insect Database